# Herzogenreuth

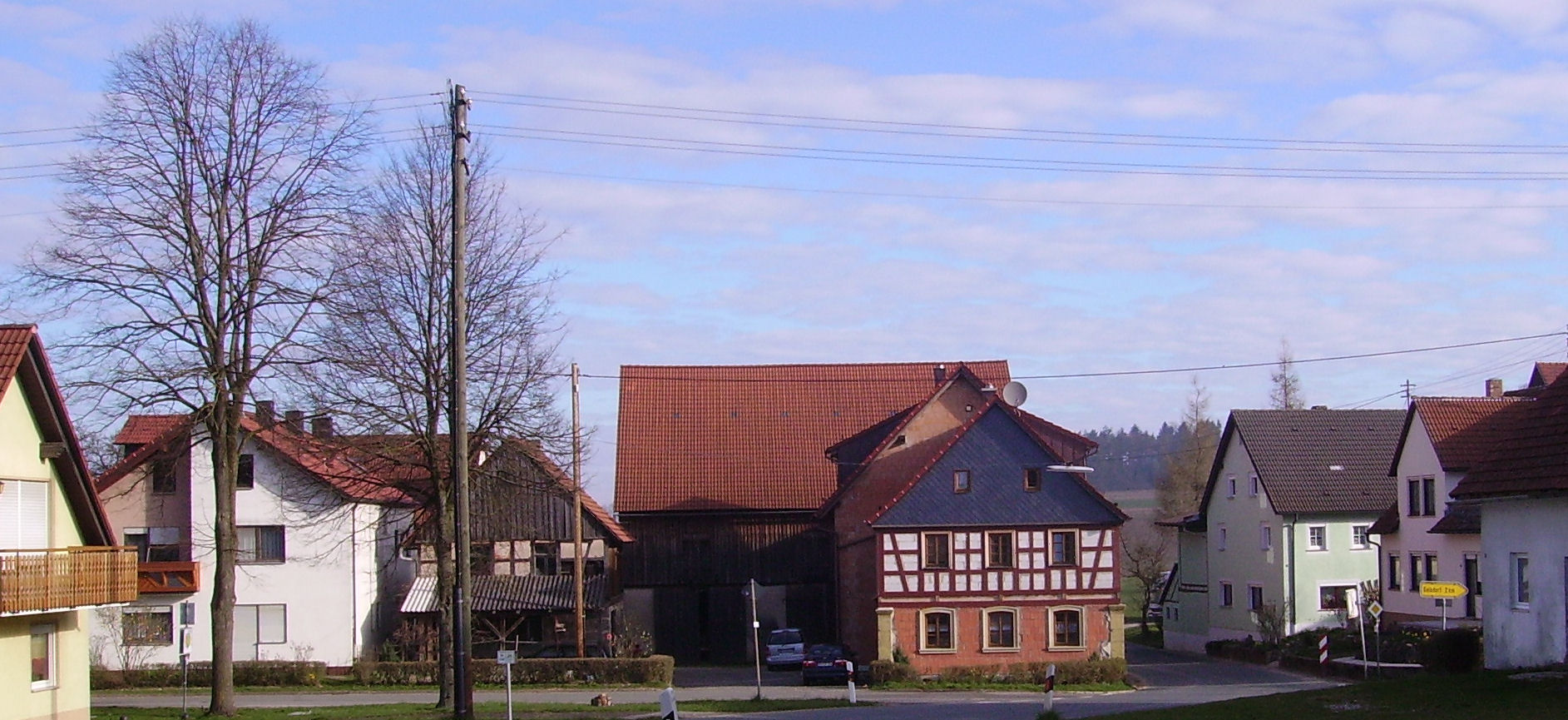
Ortsmitte

Herzogenreuth (bambergisch: Herzareud) ist ein Gemeindeteil des Marktes Heiligenstadt i.OFr. im oberfränkischen Landkreis Bamberg in Bayern. Der Ort hat  162 Einwohner.

## Geografie

### Geografische Lage

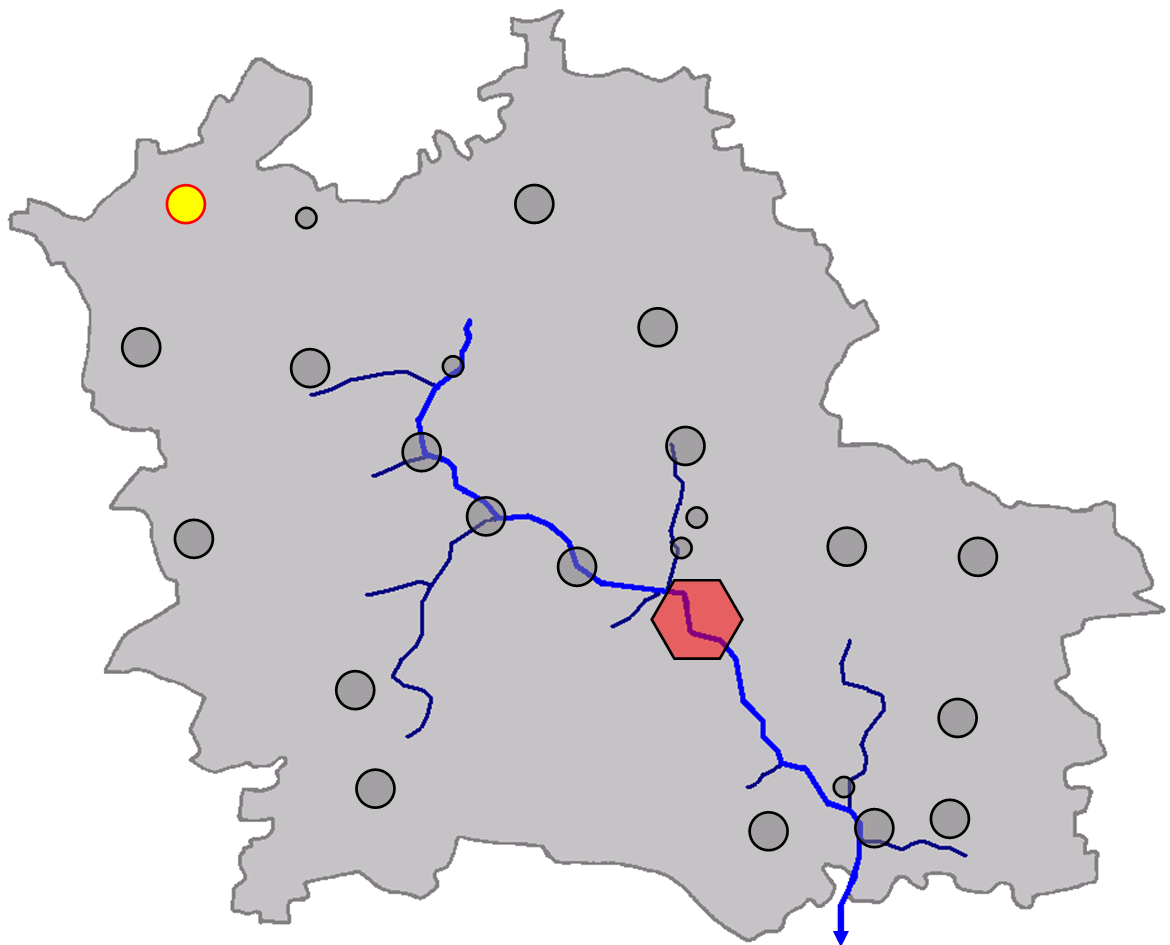
Lage Herzogenreuths im Markt Heiligenstadt in Oberfranken

Das Kirchdorf liegt in der Fränkischen Schweiz und ist mit 556 m ü. NN das höchstgelegene Dorf im Landkreis Bamberg und liegt nordöstlich vom Geisberg. Hier auf den Hochflächen des Jura hat man bei gutem Wetter einen Blick bis ins Fichtelgebirge.

### Nachbarortschaften
Laibarös, Tiefenellern, Lindach, Heroldsmühle

## Ortsbild
Die Kirche St. Nikolaus hat mit ihrem romanischen Chorturm und der über einen Meter starken Friedhofsmauer noch das Aussehen einer Dorfburg.

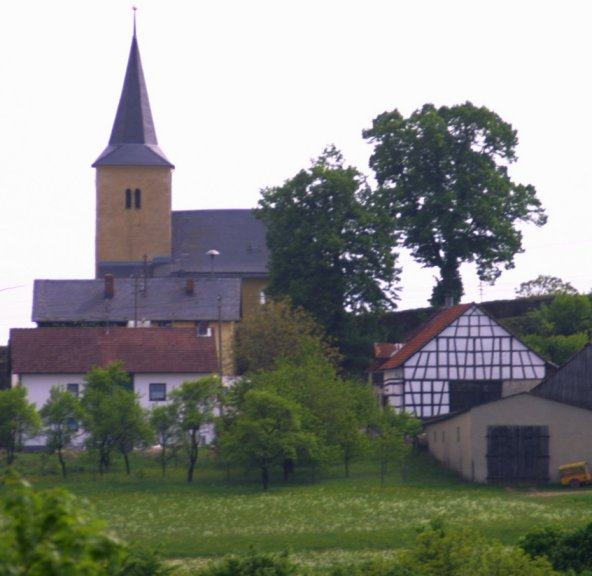
Kirche
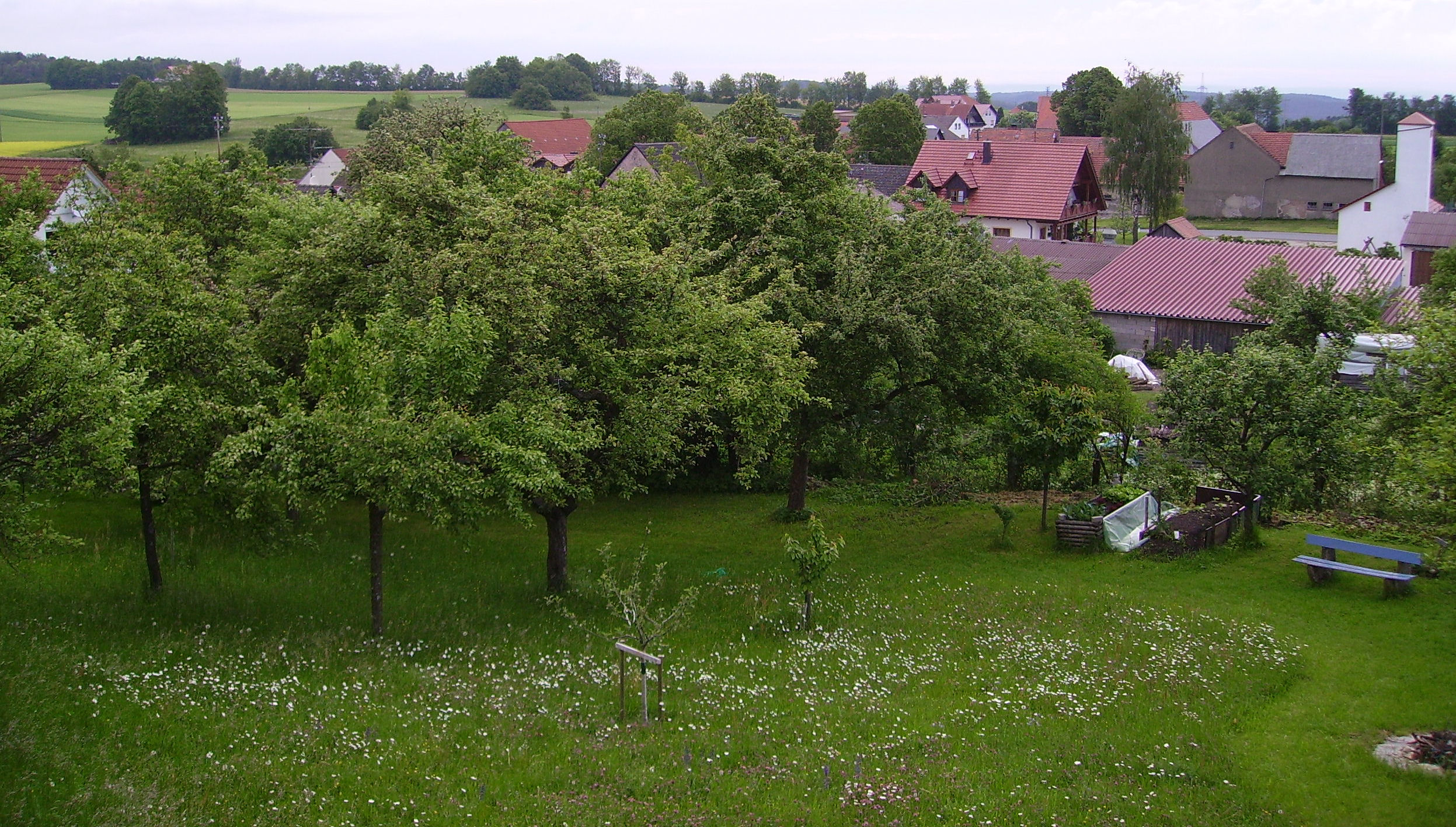
Ortsbild
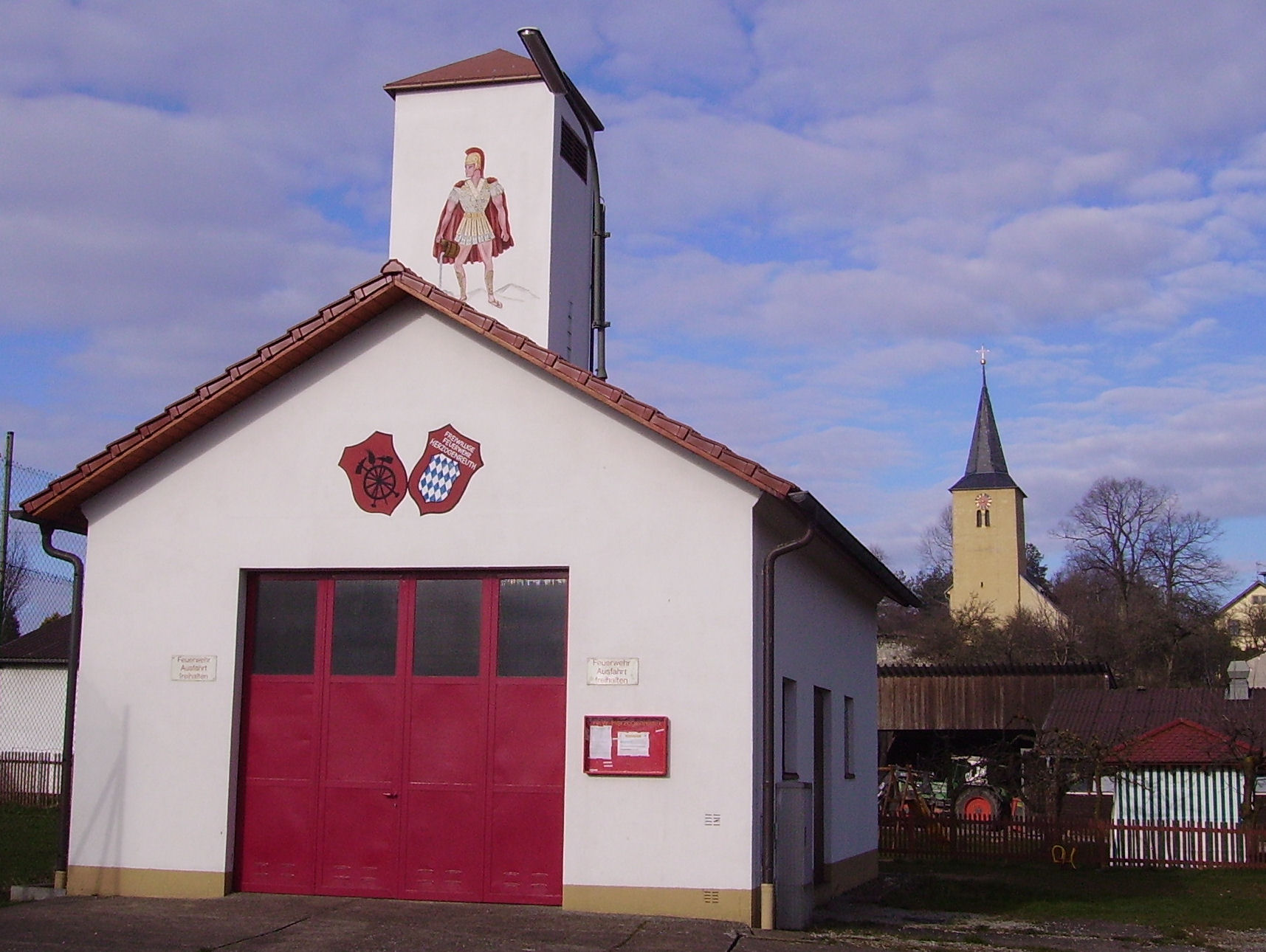
Feuerwehrhaus
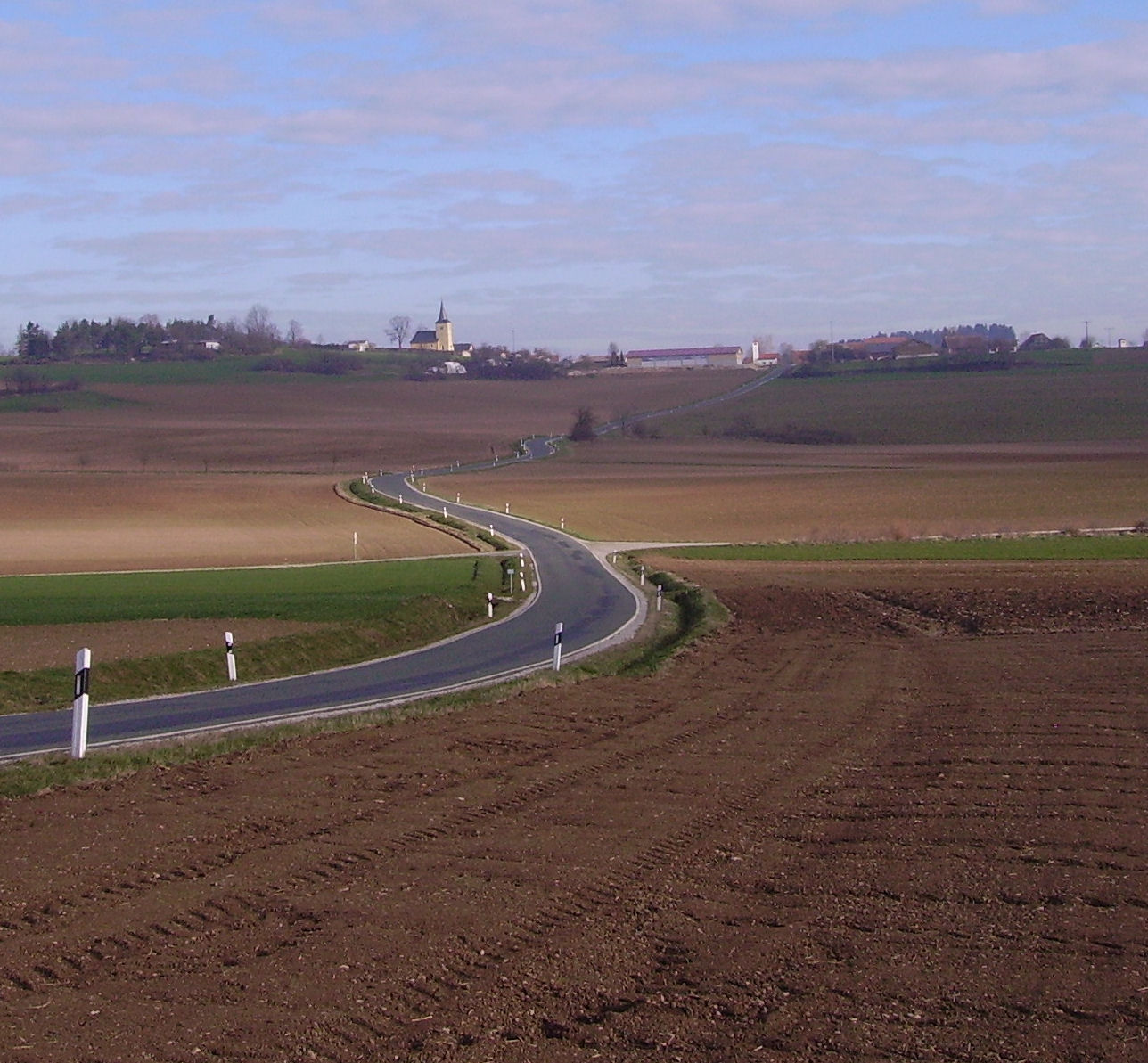
Straße nach Herzogenreuth

## Geschichte
Die erste urkundliche Erwähnung stammt aus dem Jahr 1255, als der Bamberger Bischof dem Chunemund von Giech das Dorf Herzogengeriuth für 150 Mark Silber verpfändete.
Am 1. Mai 1978 wurde die Gemeinde in den Markt Heiligenstadt in Oberfranken eingegliedert.

## Alte Beschreibungen
In Biedermanns Topographische Beschreibung aus dem Jahr 1752 wird Herzogenreuth folgendermaßen geschildert:

„Herzogenreuth, ein Dorf mit einer katholischen Kirche auf der Höhe unter dem Amt Scheßlitz, 4 Stunden von der Residenz, dessen Mannschaften teils dem Hochstift, teils auch dem Hochwürdigen Domkapitel in Bamberg zuständig. Die Kirche, zu St. Nikolai genannt, ist eine Filial von Tiefenbelz und wird den dritten Sonntag jederzeit bestellt.“